# Adam Exner
Pour les articles homonymes, voir Exner.
Adam Exner (né le 24 décembre 1928 à Killaly en Saskatchewan et mort le 5 septembre 2023) est un prélat canadien de l'Église catholique.
Il est archevêque de l'archidiocèse de Vancouver de 1991 à 2004, archevêque de l'archidiocèse de Winnipeg de 1982 à 1991 et évêque du diocèse de Kamloops de 1974 à 1982. Il est membre de la congrégation des oblats de Marie-Immaculée (OMI).

## Biographie
Adam Joseph Exner est né le 24 décembre 1928 à Killaly en Saskatchewan. Il obtient des maîtrises en philosophie et en théologie de l'université pontificale grégorienne de Rome et un doctorat en théologie de l'université d'Ottawa. Il sert en tant que professeur, recteur et supérieur au scolasticat St Charles de Battleford en Saskatchewan et professeur de théologie morale au Newman Theological College (en) d'Edmonton en Alberta. Il devient membre de la congrégation des oblats de Marie-Immaculée en 1950 à Saint-Norbert au Manitoba. Il est ordonné prêtre pour cette congrégation le 7 juillet 1957.
Le 16 janvier 1974, il est nommé évêque du diocèse de Kamloops en Colombie-Britannique et est consacré évêque le 12 mars de la même année par  Henri Légaré (de), archevêque de Grouard-McLennan. Le 31 mars 1982, il devient l'archevêque de l'archidiocèse de Winnipeg au Manitoba. Puis, le 25 mai 1991, il est nommé archevêque de l'archidiocèse de Vancouver en Colombie-Britannique, fonction qu'il occupe jusqu'à sa démission le 10 janvier 2004.

## Honneurs
Adam Exner est chevalier de grand-croix de l'ordre équestre du Saint-Sépulcre de Jérusalem et grand prieur de la lieutenance du Canada.